# NGC 6504
NGC 6504 (другие обозначения — UGC 11053, MCG 6-39-27, ZWG 199.29, PGC 61129) — галактика в созвездии Геркулес.
Этот объект входит в число перечисленных в оригинальной редакции «Нового общего каталога».